# Lorne Currie
Pour les articles homonymes, voir Currie.

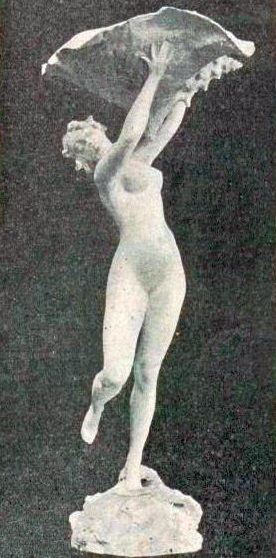
Œuvre de Belloc, en argent dû à Linzerer, le trophée de la 2ème série de voile aux JO 1900, pour 'Scotia' (½ – 1 tonneau), de John Gretton et Lorne Currie.

Lorne Campbell Currie est un skipper britannique né le 25 avril 1871 au Havre et mort le 21 juin 1926 dans la même ville. 
Il est le neveu de l'armateur Donald Currie.

## Carrière
Lorne Currie participe aux Jeux olympiques d'été de 1900 qui se déroulent à Paris.
À bord de Scotia dont il est propriétaire, il remporte la médaille d'or en classe ½ – 1 tonneau et en toutes catégories.
Il s'intéressera aussi au motonautisme, mais avec moins de succès: son racer à moteur baptisé La Parisienne explose et brûle spectaculairement lors du meeting des canots automobiles de Monaco en 1904, le skipper s'en tirant de justesse.